# 대한민국 민법 제559조
대한민국 민법 제559조는 증여자의 담보책임에 대한 민법 채권법 조문이다.

## 조문
제559조(증여자의 담보책임) ① 증여자는 증여의 목적인 물건 또는 권리의 하자나 흠결에 대하여 책임을 지지 아니한다. 그러나 증여자가 그 하자나 흠결을 알고 수증자에게 고지하지 아니한 때에는 그러하지 아니하다.
②상대부담있는 증여에 대하여는 증여자는 그 부담의 한도에서 매도인과 같은 담보의 책임이 있다.

第559條(贈與者의 擔保責任) ① 贈與者는 贈與의 目的인 物件 또는 權利의 瑕疵나 欠缺에 對하여 責任을 지지 아니한다. 그러나 贈與者가 그 瑕疵나 欠缺을 알고 受贈者에게 告知하지 아니한 때에는 그러하지 아니하다.
②相對負擔있는 贈與에 對하여는 贈與者는 그 負擔의 限度에서 賣渡人과 같은 擔保의 責任이 있다.

## 참고 문헌
- 오현수, 일본민법, 진원사, 2014. ISBN 978-89-6346-345-2
- 오세경, 대법전, 법전출판사, 2014 ISBN 978-89-262-1027-7
- 이준현, LOGOS 민법 조문판례집, 미래가치, 2015. ISBN 979-1-155-02086-9

## 같이 보기
- 증여